# Demerara-Mahaica
Demerara-Mahaica, Region 4 – jeden z dziesięciu regionów Gujany położony w północnej części państwa. Na północy ma dostęp do Oceanu Atlantyckiego, od wschodu graniczy z regionem Mahaica-Berbice, od południa z Upper Demerara-Berbice, a od zachodu z Essequibo Islands-West Demerara. Demerara-Mahaica rozciąga się na wschód od rzeki Demerara do zachodniego brzegu Mahaica. Są to głównie tereny nizinne.
Stolicą regionu jest Paradise. Pozostałe miejscowości to m.in. Buxton, Enmore, Victoria oraz stolica Gujany Georgetown.

## Gospodarka
W regionie koncentruje się administracja i handel, zwłaszcza w okolicach głównego portu w Georgetown. Wielu mieszkańców zatrudnionych jest przy produkcji cukru, głównie w Guyana Sugar Corporation, a także na plantacjach kokosowych. W niewielkich ilościach hodowane jest bydło.

## Demografia
Populacja jest skoncentrowana wzdłuż pobrzeży, szczególnie w Georgetown, które zamieszkuje 56 095 osób.
Rząd gujański, od czasu reformy administracyjnej w 1980 r., przeprowadzał do tej pory spisy ludności czterokrotnie, w 1980, 1991, 2002 i 2012 r. Według ostatniego spisu populacja wynosiła 313 429 mieszkańców. Demerara-Mahaica jest najmniejszym regionem pod względem powierzchni i jednocześnie największym pod względem populacji, co daje największą gęstość zaludnienia spośród wszystkich regionów Gujany.
| Rok  | Populacja |
| ---- | --------- |
| 2012 | 313 429   |
| 2002 | 310 320   |
| 1991 | 296 924   |
| 1980 | 317 475   |

## Miejscowości
Miejscowości w regionie Demerara-Mahaica:

- Ann's Grove
- Agricola Village
- Alberttown
- Albouystown
- Alexander Village (Alexanderville)
- Annandale
- Bagotstown
- Beehive
- Bel Air
- Bel Air Gardens
- Bel Air Park
- Bel Air Springs
- Belfield (Belfield Village)
- Beterverwagting
- Big Diamond
- Blygezight (Blygezight Gardens)
- Bourda
- Buxton
- Campbelville
- Cane Grove
- Charlestown
- Clonbrook
- Courida Park
- Craig
- De Kinderen (De Kindern)

- Demerara
- Diamond
- Diamond Place
- Enmore
- Enterprise
- Georgetown
- Glasgow (Glasgow Village)
- Good Intent
- Grahams Hall
- Great Diamond
- Hai Maruni
- Houston
- Hyde Park
- Kingston (Gujana)
- Kitty (Kitty Village)
- La Grange
- La Penitence
- Lacytown
- Lamaha Gardens
- Land of Canaan
- Lodge (Lodge Village)
- Low Wood (Lowood)
- Lusignan
- Mahaica Village

- Martins Burial Ground
- Mon Repos
- Nabacalis
- New Burg
- New Haven
- Newtown
- Non Pariel
- Number Ten
- Paradise
- Plaisance (Plaisance Village)
- Prashad Nagar
- Providence
- Queenstown
- Robbstown
- Silver Hill
- Stabroek
- St. Cuthbert's Mission (Pakuri, St. Cuthbert's)
- Subryanville
- Timehri
- Victoria
- Vigilance
- Vreed en Hoop
- Werk en Rust
- Wortmanville